# 朽網村
朽網村（くさみむら）は、福岡県企救郡にあった村。現在の北九州市小倉南区の一部にあたる。

## 地理
貫山系の西、周防灘に注ぐ朽網川の流域に位置していた。

## 歴史

### 沿革
- 1889年（明治22年）4月1日 - 企救郡朽網村、曽根新田が合併して村制施行し、朽網村が設立[1][2]。
- 1907年（明治40年）6月1日 - 企救郡霧岳村、曽根村、芝津村と合併し曽根村を新設して廃止された[1][2]。

## 産業
農業